# Coelichneumon litoralis
Coelichneumon litoralis är en stekelart som beskrevs av Horstmann 2000. Coelichneumon litoralis ingår i släktet Coelichneumon och familjen brokparasitsteklar. Inga underarter finns listade i Catalogue of Life.